# Yuri Vinnichuk
Yuri Pavlovich Vinnichuk (en ucraniano: Юрій Павлович Винничук; Stanislaviv, 18 de marzo de 1952) es un periodista, escritor y editor ucraniano.

## Biografía

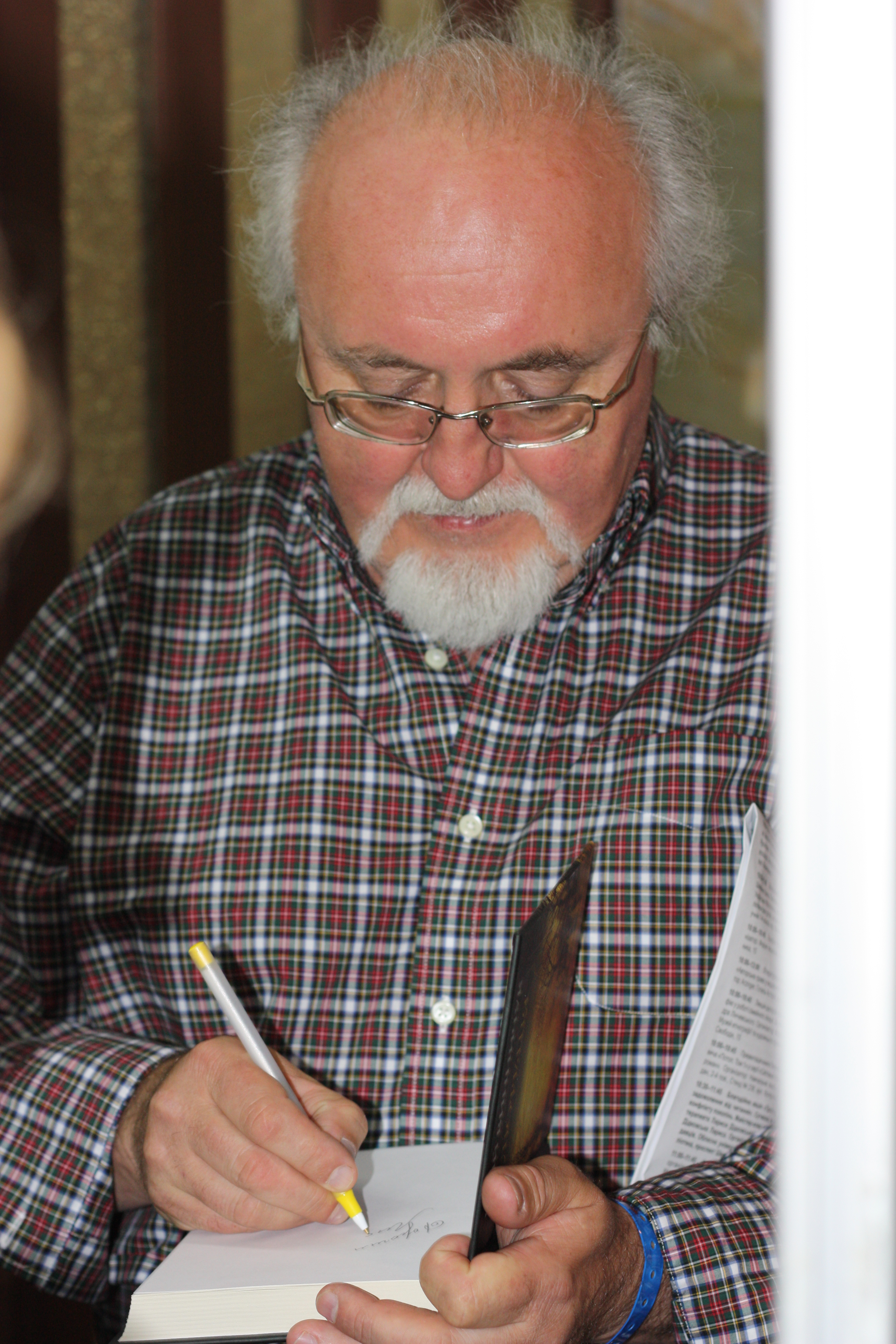
Vynnychuk en el Foro de Editores de Lviv

Educado en la Universidad Nacional Subcarpática Vasil Stefanik (antiguo Instituto Pedagógico Ivano-Frankivsk), en la facultad de Filología (1969-1973 años) y fue profesor de lengua ucraniana y literatura.
En 1974 se trasladó a la ciudad y trabajó como cargador, diseñador gráfico. Entre 1987 y 1991 Vinnichuk fue director del Teatro de Variedades de Leópolis. Fue el autor del guion de la obra "¡No te preocupes!" y de las letras de las canciones. En 1990 tuvo que dejar el teatro y junto con Stefka Orobets creó "Cabarete Yurtsya y Steftsya".
Entre 1991 y 1994 fue redactora del periódico místico y sensacionalista "Post-Postup". En el periodo 1995 y 1998, se hizo redactor jefe de "Gulvіsa" de Leópolis y luego se le nombró redactor jefe del periódico "Postup" (1998-1999). Desde 2006 Vinnichuk es redactor jefe de "Post-Postup" restaurado y miembro de la Asociación de Escritores Ucranianos (1997).
El 23 de enero de 2012, dos policías se presentaron en casa de Vinnichuk y le pidieron explicaciones por escrito sobre un poema que había recitado hacía unos meses en el festival "Una noche de poesía erótica", celebrado en Kiev. Se había presentado una denuncia ante el Fiscal General por parte de Leonid Hrach, un diputado del pueblo de Ucrania del Partido Comunista que acusaba al escritor de recitar un poema pornográfico e incitar a la revuelta contra el gobierno ucraniano.

## Premios
La novela de Vynnychuk Tango de la muerte fue galardonada con el Libro Ucraniano del Año de la BBC en 2012. La novela está ambientada en Leópolis, en el periodo de entreguerras. La novela está marcada por la característica fusión de tragedia y humor de Vinnichuk. El premio fue el segundo Libro Ucraniano del Año de la BBC para Vinnichuk. Ganó el premio inaugural en 2005 por su novela Juegos de primavera en los jardines de otoño.

## Obra de Yuri Vinnichuk traducidas al inglés
- Los mundos fantásticos de Yuri Vynnychuk (recopilación de relatos cortos). Traducido al inglés por Michael M. Naydan. (Glagoslav Publications, 2016) ISBN 9781911414063
- Tango de la muerte (novela). Traducida del ucraniano por Michael M. Naydan y Olha Tytarenko. Traducción editada por Ludmilla A. Trigos. (Spuyten Duyvil, 2019) ISBN 978-1-949966-33-6